# Casi muerta
Casi muerta es una película de comedia romántica argentina-uruguaya de 2023 dirigida y coescrita por Fernán Mirás. La película está protagonizada por  Natalia Oreiro y Diego Velázquez. La cinta es una remake de la película española Bypass, dirigida por Aitor Mazo y Patxo Tellería, y escrita por este último. La película se estrenó el 6 de julio de 2023 en las salas de cines de Argentina.

## Trama
María y Javier, amigos de toda la vida, llevan mucho tiempo distanciados. Hasta que recibe una llamada de los otros dos amigos del grupo, Paula y Lucas: a María sólo le queda un mes de vida, el mes de diciembre. Su fecha de vencimiento es la víspera de Año Nuevo.
Así que Javier decide volver a Buenos Aires, dejando atrás su nueva vida en Montevideo, para encontrar a María y a sus amigos Paula y Lucas en esta fatídica situación.
El amor siempre ha existido entre ellos, sin que el otro lo supiera. Pero ahora Javier tiene novia, la extravagante Julieta, y su amor por María forma parte de lo más intenso de su pasado.
María, por su parte, sigue queriéndole. Le pide a su amigo que la acompañe en los últimos 30 locos días de su vida. Javier se queda, pero no sabe qué hacer con su otra vida. No quiere mentirle ni hacerle daño, y ambos inician una larga red de mentiras y enredos. María intenta encontrar un sentido a su vida o a su muerte. Hacia el final, se embarca en un alocado viaje para descubrir qué le queda por hacer y qué es lo realmente importante. Javier, Paula y Lucas la acompañan en este viaje lo mejor que pueden, mientras el amor de Javier por María se despierta de nuevo. Hasta que, en Nochebuena, en la última cena, todo explota.

## Reparto
- Natalia Oreiro como María
- Diego Velázquez como Javier
- Paola Barrientos como Paula
- Ariel Staltari como Lucas
- Violeta Urtizberea como Julieta
- Vivian El Jaber como Dra. Rey
- Alberto Ajaka como Mudo

## Premios y nominaciones
| Premio                                 | Fecha del evento            | Categoría                                         | Nominado                                                  | Resultado | Ref.  |
| -------------------------------------- | --------------------------- | ------------------------------------------------- | --------------------------------------------------------- | --------- | ----- |
| Premios Sur                            | 26 de agosto de 2024        | Mejor fotografía                                  | Daniel Ortega                                             | Nominado  | [ 3 ] |
| Premios Sur                            | 26 de agosto de 2024        | Mejor maquillaje y caracterización                | Karina Camporino, Matías Giachino y María Ángeles Vázquez | Nominados | [ 3 ] |
| Premios Martín Fierro de Cine y Series | 21 de octubre de 2024       | Mejor actriz de reparto de comedia                | Paola Barrientos                                          | Nominada  | [ 4 ] |
| Premios Martín Fierro de Cine y Series | 21 de octubre de 2024       | Mejor actor de reparto de comedia                 | Alberto Ajaka                                             | Nominado  | [ 4 ] |
| Produ Awards                           | 30 y 31 de octubre del 2024 | Mejor película de comedia estrenada en plataforma | Casi mueta                                                | Nominado  | [ 5 ] |